# بنت الحتة (فلم)
بنت الحتة هو فيلم مصري عرض عام 1964، بطولة زهرة العلا وشكري سرحان وسامية جمال وأحمد رمزي، ومن إخراج حسن الصيفي.

## قصة الفيلم
تدور الأحداث حول طالبة الجامعة «إخلاص» (زهرة العلا) التي تحب «عمر» اللبان (شكري سرحان)، ولكن «المعلم زكي» (محمود إسماعيل) تاجر المخدرات يحبها بجنون، يلجأ المعلم زكي إلى «سليم» (أحمد رمزي) شقيقها العاطل عن العمل وألحقه بالعمل عنده في سبيل الزواج من شقيقته، وعندما ترفض إخلاص، يسعى المعلم زكي للانتقام منها من خلال إفساد زواجها بعمر.

## طاقم التمثيل
- زهرة العلا: (إخلاص)
- شكري سرحان: (عمر)
- سامية جمال: (الراقصة حسنية)
- أحمد رمزي: (سليم «سولوم»)
- محمود إسماعيل: (المعلم زكي الفيومي)
- توفيق الدقن: (همبكة)
- زوزو نبيل: (والدة إخلاص)
- عزيزة حلمي: (والدة عمر)
- جورج سيدهم: (المخبر لبيب)
- محمود فرج: (من رجال الملعم زكي)
- أحمد أباظة: (فركشة)
- أحمد الجزيري: (والد إخلاص)
- سمير شديد: (حسني)
- عبد المحسن سليم: (فرج)
- حسن حسني: (جنزير)
- أنور مدكور: (القاضي)
- منير مراد: (ضيف شرف)
- محمد عبد المطلب: (طلب)
- محمد طه: (مغني بالفرح)
- عبد المنعم بسيوني
- حسين إسماعيل
- عبد المنعم إسماعيل
- أحمد فؤاد
- زينات علوي: (راقصة)
- كوثر رمزي
- لويس يوسف
- مختار السيد: (ضابط شرطة)
- سيد العربي
- أنور ماضي
- محمد حبشي

## فريق العمل
- إخراج: حسن الصيفي
- تأليف: محمود إسماعيل
- مدير التصوير: مصطفى حسن
- مونتاج: فكري رستم
- إنتاج: حسن الصيفي
- توزيع: الشركة العامة لعرض وتوزيع الأفلام السينمائية